# Irene Diwiak
Irene Diwiak (Graz, 10 dicembre 1991) è una scrittrice austriaca.
Il suo primo romanzo Liebwies è stato pubblicato nel 2017.

## Biografia
Diwiak è cresciuta a Deutschlandsberg in Stiria. Conclusa la scuola si è trasferita a Vienna, dove ha studiato slavistica e giudaistica e in seguito letteratura comparata.
Ha scritto brevi radiodrammi, racconti pubblicati su riviste e antologie e opere teatrali. A dieci anni ha vinto il concorso Jugend Literatur Werkstatt di Graz, cui hanno fatto seguito numerosi altri riconoscimenti tra cui nel 2013 il primo posto al premio letterario Wortlaut con il testo Glück ist ein warmes Gewehr e nel 2015 il premio Theodor Körner. L'opera teatrale Die Isländerin ha ottenuto nel 2015 il premio della giuria al concorso del Festival dei Nibelunghi di Worms, dove è stata rappresentata per la prima volta nel 2016. Nel marzo 2017 ha curato un programma letterario per giovani talenti coadiuvata dallo scrittore Thomas Raab e trasmesso su ORF-III.
Nel 2017 la casa editrice Deuticke Verlag ha pubblicato il suo primo romanzo Liebwies, apparso sulla shortlist dei debuttanti dell'Österreichischer Buchpreis. La storia ci porta nella Vienna degli anni '20 e '30 e narra di una cantante priva di talento che viene trasformata in una star. Un romanzo "deliziosamente picaresco", lo definisce Andrea Gerk, «in cui la Diwiak narra con padronanza e in classico stile austriaco, cioè con ironia sottile e amabile cattiveria». La critica Karin S. Wozonig scrive: «Nel suo romanzo Irene Diwiak collega personaggi e vicende spesso bizzarri con l'ascesa del nazismo. L'autrice presenta la sua camera delle meraviglie con una leggerezza non sempre impeccabile, ma senz'altro incisiva. Un debutto notevole che testimonia un raro piacere nell'inventare storie.» «Liebwies è un quadro di genere sulla disparità tra i sessi - ha scritto Sebastian Fasthuber sul settimanale Falter - L'happy-end è escluso, in compenso la freddezza del grande finale fa raggelare.» Nel 2019 il romanzo è apparso in edizione tascabile presso la casa editrice Diogenes Verlag.
Diwiak è sposata e vive a Vienna.

## Opere
- Glück ist ein warmes Gewehr oder Wie ich Paul McCartney erschoss (racconto), in: Zita Bereuter, Martina Bauer (curatori): Klick. Wortlaut FM4 2013, Luftschaftverlag, Vienna 2013, ISBN 978-3-902844-28-6, S. 11–27
- Stahl und Glas. Zwei Erzählungen über den Kommunismus und John Lennon, Buchhandlung Beim Augarten, Vienna 2014, ISBN 978-3-9503323-0-8
- Die Isländerin (opera teatrale, 2015)
- Liebwies (romanzo), Deuticke Verlag, Vienna 2017, ISBN 978-3-552-06359-4
- Liebwies (romanzo), Diogenes Verlag, Zurigo 2019, ISBN 978-3-257-24441-0